# Карпанцано
Карпанцано (італ. Carpanzano, сиц. Carpanzanu) — муніципалітет в Італії, у регіоні Калабрія,  провінція Козенца.
Карпанцано розташоване на відстані близько 450 км на південний схід від Рима, 38 км на північний захід від Катандзаро, 18 км на південь від Козенци.
Населення — 262 особи (2014).
Щорічний фестиваль відбувається четвертої неділі вересня. Покровитель — SS Madonna delle Grazie.

## Демографія
Населення за роками:

Станом на 1 січня 2023 року в муніципалітеті офіційно проживало 8 іноземців з 3 країн, серед них 1 громадянин України.

## Сусідні муніципалітети
- Альтілія
- Бельсіто
- Колозімі
- Марці
- Шильяно